# 다케오정
다케오정(일본어: 武雄町)은 일본 사가현 기시마군에 있던 정이다.  

## 역사
- 1889년 4월 1일 - 정촌제 시행에 의해 기시마군 다케오정이 성립하였다.
- 1954년 4월 1일 - 아사히촌, 다케우치촌, 다치바나촌, 히가시카와노호리촌, 니시카와노호리촌, 가와기촌과 합병해 다케오시가 신설되어 소멸하였다.

## 참고문헌
- 『市町村名変遷辞典』東京堂出版、1990年。